# Eymoutiers
Eymoutiers (Aimostier în occitană) este o comună în departamentul Haute-Vienne din centrul Franței. În 2009 avea o populație de 2.033 de locuitori.

## Evoluția populației
| An        | 1975  | 1982  | 1990  | 1999  | 2006  | 2009  |
| --------- | ----- | ----- | ----- | ----- | ----- | ----- |
| Populație | 2.933 | 2.635 | 2.441 | 2.115 | 2.068 | 2.033 |